# زندگی من به عنوان یک کدو
زندگی من به عنوان یک کدو (فرانسوی: Ma vie de Courgette‎) انیمیشنی به کارگردانی کلود باراس است که در سال ۲۰۱۶ منتشر شد. فیلم‌نامه این انیمیشن، اقتباسی از رمان کدو اثر ژیل پاریس دربارهٔ یک کودک یتیم که سعی می‌کند در یک خانه گروهی زندگی کند.
این دومین اقتباس از زندگینامه ژیل پاریس در سال ۲۰۰۲ به نام «یک کدو سبز» است، زیرا یک اقتباس فیلم تلویزیونی فرانسوی به نام (C'est mieux la vie quand on est grand) «زندگی بهتر است وقتی قد بلند هستی»، وجود دارد که در سال ۲۰۰۷ ساخته شد .

## داستان
یک پسر کوچولو پس از اتمام نقاشی یک بادبادک بر کف خانه، خانه را با قوطی‌های خالی آبجو پر می‌کند. سپس با استفاده از قوطی‌ها یک هرم درست می‌کند، ولی در نهایت آن هرم سقوط می‌کند و رول‌های قوطی از بالا به پایین می‌ریزند. در طبقه زیرین یک زن همیشه مست در حال تماشای یک سریال احساساتی از تلویزیون است. آن زن مادر آن پسر کوچولو است که پسرش را «کدو» صدا می‌زند.
پسر ، مادر خود را به شکل تصادفی می‌کشد و پلیس او را به پرورشگاه کودکان بی سرپرست منتقل می‌کند. در نهایت ، پلیس این پسر و یک دختر بچه که در پرورشگاه بودند را به فرزندی می‌پذیرد.